# Triakel
Triakel er en folkemusikgruppe fra Östersund i Sverige som består af Emma Härdelin (vokal), Kjell-Erik Eriksson (violin) og Janne Strömstedt (trædeorgel). Triakels medlemmer er alle godt kendte fra svenske folkemusikkgrupper som Garmarna og Hoven Droven.
Triakel opstod som følge af et nytårsforsæt efter en fest, hvor Eriksson og Strömstedt aftalte at optræde sammen violin i december 1994. Optrædenen blev så vellykket at de ønskede at følge op på succesen. De fik hurtigt sangeren Emma Härdelin, hvorefter de blev en trio.
Gruppens repertoire af viser og folkemusik består af alt fra gamle revynumre og skillingsviser til salmer. Mange af viserne stammer fra bandmedlemmenes hjemstavne, Jämtland og Hälsingland.
Triakel har udsendt seks studiealbums og CD-singlen "Innan Gryningen", hvoraf sidstnævnte foregik sammen med Benny Andersson – han har også skrevet melodien til denne salme med tekst af Ylva Eggehorn. Gruppens albums er blevet solgt i både Europa og USA, og de har ligeledes turneret begge steder.
Triakel er en traditionel type svensk slik fremstillet af enebær, fløde og brun farin som minder om lakrids eller karamel. I Hallingdal og Valdres i Norge kaldes det treak eller brisketreak. Bandnavnet er et ordspil på trio, at musikken er lige mørk som brisketreak og at Emma er sød. 

## Album
- 1998 – Triakel
- 2000 – Vintervisor
- 2004 – Sånger från 63° N
- 2011 – Ulrikas minne – visor från Frostviken
- 2014 – Thyra
- 2019 – Händelser i Nord

Opsamlingsalbum
- 2005 – 10 år med Triakel